# Liu Boming
Liu Boming (Chinees: 劉伯明, hanyu pinyin: Líu Bómíng) (Heilongjiang, 29 oktober 1966) is een Chinees ruimtevaarder. Hij werd in 2008 geselecteerd door de China National Space Administration. In totaal heeft Liu twee ruimtevluchten op zijn naam staan.
Liu's eerste missie was Shenzhou 7, gelanceerd met een Lange Mars 2F-draagraket en vond plaats op 25 september 2008. Aan boord werden verschillende wetenschappelijke experimenten uitgevoerd. Ook maakte China zijn eerste ruimtewandeling. In 2021 ging hij voor de tweede keer de ruimte in voor de missie Shenzhou 12.